# Дрянови
Дрянови (Cornaceae) е семейство покритосеменни растения от разред Cornales. Включва главно дървовидни храсти и дървета, разпространени главно в умерения пояс на Северното полукълбо.

## Родове
- Alangium
- Cornus – Дрян
- Nyssa
- Mastixia
- Diplopanax
- Camptotheca
- Davidia